# 鉤頭動物
鉤頭動物（こうとうどうぶつ、Acanthocephala）は、一群の寄生虫からなる動物の門である。属する動物はコウトウチュウという和名で呼ばれる。体内に引き込めるようになった吻があり、その表面には逆向きの棘がならび、これによって宿主の胃壁に穴を開けてその体を支える。鉤頭動物は、無脊椎動物、魚類、両生類、鳥類、哺乳類などを含む複数の動物を宿主とする複雑な生活史を持つ。およそ1,150種が知られている。

## 形態
他の寄生動物から鉤頭動物を見分ける特徴がいくつかある。

### 外部形態
一般に、細長い胴体の左右相称動物。大きさは、数ミリメートルのものから、Gigantorhynchus gigas のように100から650mmに達するものまで、様々である。

### 吻
鉤頭動物の外見上の最も大きな特徴は、体の前方に長い吻が突き出ていることである。この吻は、通常は覆いで隠されているが、宿主の組織に付着する際に使われる。また宿主の胃壁に穴を開け、一生の間そこに自身を固定しておくためにも使われる。体と同じように吻も空洞になっているが、体の部分とは隔膜で仕切られている。吻の先と隔膜の間は筋肉の筋でつながっていて、筋肉が収縮することにより吻が陥入する。

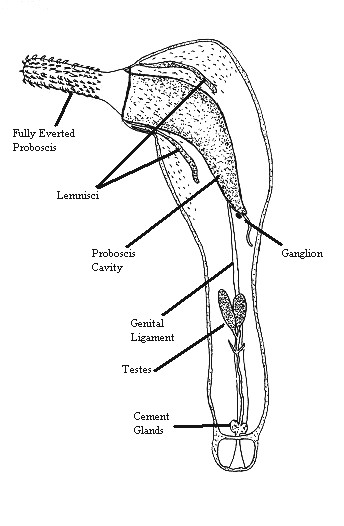
鉤頭動物の形態上の特徴

### 消化
鉤頭動物は口や消化管を持たない。これはサナダムシにも共通する特徴であるが、この両群が近縁であることを示すものではなく、寄生性による収斂進化の例であろう。成虫は宿主の腸の中で生活し、宿主が消化した栄養素を体の表面から直接吸収する。

### 表皮
皮膚は薄いクチクラでできていて表皮に覆われているが、表皮はアメーバ状の合胞体で細胞壁を持たない。合胞体内部は環状筋肉繊維の不規則な層になっている。筋肉繊維の微細構造は線形動物のものに似ている。体部の先端まで、索状生殖器 (genital ligament) と呼ばれる構造が存在する。
縦方向の繊維がないことを除けば、吻の表皮も体部分の表皮とよく似ている。

### 神経系
神経系の中心となる神経節は隔壁のすぐ後ろにある。刺激を受けると、2つの頑丈な仮足が後方に突き出され、前進できる。仮足は筋肉に囲まれており、この神経-筋肉複合体は支帯 (retinaculum) と呼ばれる。少なくともオスでは、生殖器としての神経節もあることが分かっている。点在する乳頭状の突起は、感覚器である可能性がある。

### 性
鉤頭動物は雌雄異体である。吻の先端から体部の先端まで、索状生殖器 (genital ligament) と呼ばれる構造を持つ。オスでは、この両側に精巣があり、輸精管を通して3つの憩室につながっている。精巣の後ろには3つのセメント腺もあり、輸精管まで分泌物を流している。
メスでは、精巣の位置に卵巣がある。卵子は体腔の中に流れ込み、受精や胚の発生は母体内で行われ、子宮の中で育つ。宿主の消化管内で生まれた子供は、糞とともに排泄される。

### その他の特徴
鉤頭動物の興味深い特徴は、神経や子宮鐘の細胞などの巨大な細胞があることである。ある種では、343nにも上る倍数性が観察されている。また、炎細胞を持つ種もいるが、多くの鉤頭動物は排出器を持たない。

## 歴史
初めて鉤頭動物が文献に登場したのは、イタリア人医師フランチェスコ・レディの1684年の著作においてであった。1771年にはコールロイターがAcanthocephala という学名を提案している。1776年にミュラーは独立に Echinorhynchus という学名をつけたが、1809年、スウェーデンの博物学者カール・ルドルフによって Acanthocephala という学名が正式に決められた。
現在では、鉤頭動物門は原鉤頭虫綱、古鉤頭虫綱、始鉤頭虫綱の3綱に分類される。さらに、旧来の分類では原鉤頭虫綱に含まれているPolyacanthorhynchus属のみを独立の綱Polyacanthocephalaとすることも提案されている。

## 系統上の関係
鉤頭動物は寄生生活に高度に適応した構造をしており、その進化の過程で消化系や運動器官・感覚器官など多くの臓器や構造を失ってきた。このため形態学的な比較で他の門との関係を知るのは困難である。18SリボソームRNAによる系統解析で、鉤頭動物は輪形動物と最も近いか、あるいはこの門に含まれる綱に過ぎない可能性があることが明らかとなった。これらはどちらも扁平動物に分類されている。

## 生活史

### 一般論
生活史が完全に明らかになっている種は25種しかいない。
メスの体内から出た鉤頭動物の胎児は、宿主の糞とともに環境中に放出される。胎児は、無脊椎動物、多くの場合は甲殻類に寄生しなければ生きられない（最初の宿主に軟体動物を使う種も1つだけ見つかっている）。宿主に取り込まれると、鉤頭動物は胃壁から体内に侵入していき、シストアカント幼生に変態する。この幼生は成体が持つ生殖器以外の全ての器官を持っている。何度か宿主を変えながら、最適な宿主が見つかったところで成体となり、生殖器を成熟させる。成体はつがいを探し、子孫を作る。

### Polymorphusの場合
Polymorphus はケワタガモなどの海鳥に寄生する。多いときには1羽あたり750匹も寄生し、胃潰瘍の症状を起こさせる。近年の研究では、Polymorphus はカニに対しては病原性がないとされる。シストアカント幼生の時期は長く、カニの生涯に渡って寄生し続ける場合もある。
シストアカント幼生が寄生するカニを食べることによって、ロブスターにも寄生し、漁業に深刻な影響を及ぼしている。しかしこれに対して有効な手立てはまだ確立されていない。